# Sungei Wang Plaza
Sungei Wang Plaza est un centre commercial de Kuala Lumpur, en Malaisie. Il est situé dans le quartier de Bukit Bintang.